# Alfred Geisel (Schneider)
Alfred Geisel (* 29. Mai 1900 in Reutlingen; † nach 1980) war ein deutscher Schneidermeister.

## Werdegang
Nach dem Besuch der Oberrealschule absolvierte Geisel eine Schneiderlehre. Im Anschluss besuchte er die Fachschule für das Schneidergewerbe in Dresden und das Technikum für Textilindustrie in Reutlingen.
Im Mai 1945 wurde er zunächst zum kommissarischen Vorsitzenden der Handwerkskammer Reutlingen ernannt und führte sie bis 1974. Im gleichen Jahr wurde er Vorsitzender des Fachinnungsverbandes des Herrenschneiderhandwerks in Württemberg-Hohenzollern. Ab 1949 war er Mitglied im Deutschen Handwerksrat und später Mitglied des Präsidiums des neu gegründeten Zentralverbands des Deutschen Handwerks (ZDH).
Darüber hinaus gehörte er von 1948 dem Rundfunkrat des Südwestfunks an.
Die Handwerkskammer Reutlingen vergibt in Erinnerung an ihren langjährigen Präsidenten für Verdienste um das Handwerk die Alfred-Geisel-Medaille.
Sein Sohn Alfred Geisel ist der langjährige Landtagsvizepräsident des Stuttgarter Landtages.

## Ehrungen
- 1952: Verdienstkreuz (Steckkreuz) der Bundesrepublik Deutschland
- 1965: Großes Verdienstkreuz der Bundesrepublik Deutschland
- 1975: Großes Verdienstkreuz mit Stern
- 1980: Verdienstmedaille des Landes Baden-Württemberg